# Throneck
Das Throneck (auch Thronegg) ist ein 2213 m ü. A. hoher Berg in der Ankogelgruppe der Zentralalpen im österreichischen Bundesland Salzburg.

## Lage und Umgebung
Der Gipfel des Thronecks erhebt sich an der Grenze zwischen den Gemeinden Bad Gastein im Süden und Großarl im Norden. Zu den Bergen in der Umgebung zählen der 2153 m ü. A. Finsterkopf im Nordwesten und der 2323 m ü. A. hohe Kreuzkogel (Döferl) im Osten. An den westlichen Hängen des Thronecks liegt die zur Ortschaft Bad Gastein gehörende Bäckenalm. Am Berg entspringen ein Zubringer des Scheiblingbachs, der in die Gasteiner Ache mündet, und ein Zubringer des Tofererbachs, der in die Großarler Ache mündet.
Das Throneck ist einer der 55 Gipfel des Gasteinertals, für deren vollständige Besteigung der Gasteiner Gipfelkranz vergeben wird, die höchste Klasse der Gasteiner Wandernadeln des Österreichischen Alpenvereins.

## Geologie
Der Gipfelbereich des Thronecks ist von Marmor, Phyllit und Glimmerschiefer geprägt. Bergabwärts schließen Prasinit und Amphibolit an, im Norden gefolgt von klastischem Sediment.

## Fauna und Flora
Die Gamswild-Ruhezone Throneck an den südwestlichen Hängen darf von 1. Dezember bis 31. Mai nicht betreten werden. Südlich des Gipfels erstreckt sich ein Kalkmagerrasen. An den südlichen Hängen findet sich zudem ein Bestand der Rostblättrigen Alpenrose (Rhododendron ferrugineum). Beim Scheiblingbach-Zubringer und an den westlichen Hängen wachsen Grünerlen-Buschwälder. Im Gipfelbereich gedeiht der Seidenhaar-Spitzkiel (Oxytropis halleri).

## Kultur
Der Throneck-Pass ist eine der zahlreichen Krampus-Gruppen („Passen“) des Gasteinertals.